# Грос-Вюстенфельде
Грос-Вюстенфельде (нім. Groß Wüstenfelde) — громада в Німеччині, розташована в землі Мекленбург-Передня Померанія. Входить до складу району Росток. Складова частина об'єднання громад Мекленбургіше-Швайц.
Площа — 26,61 км2. Населення становить 800 ос. (станом на 31 грудня 2020).

## Галерея

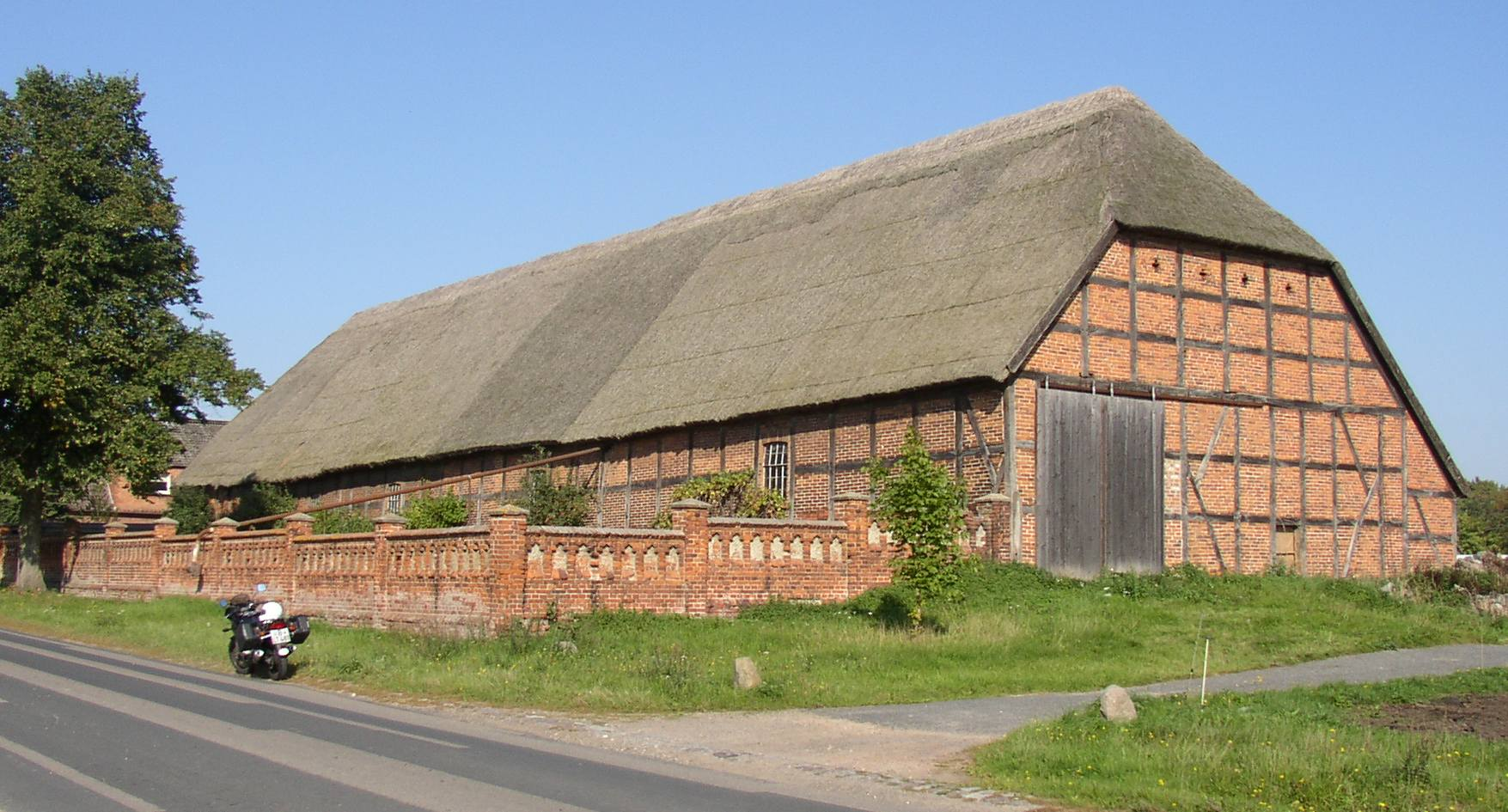
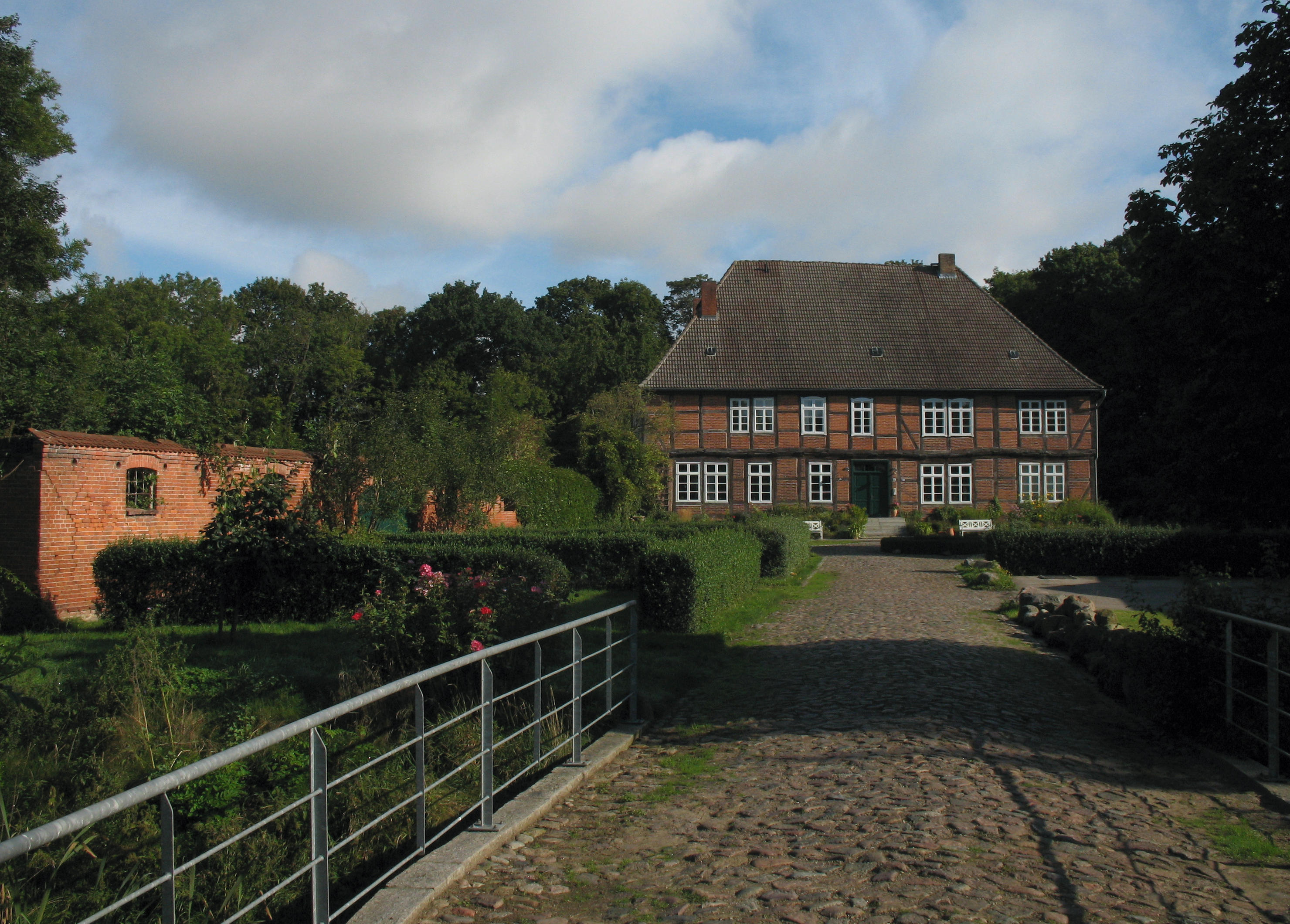
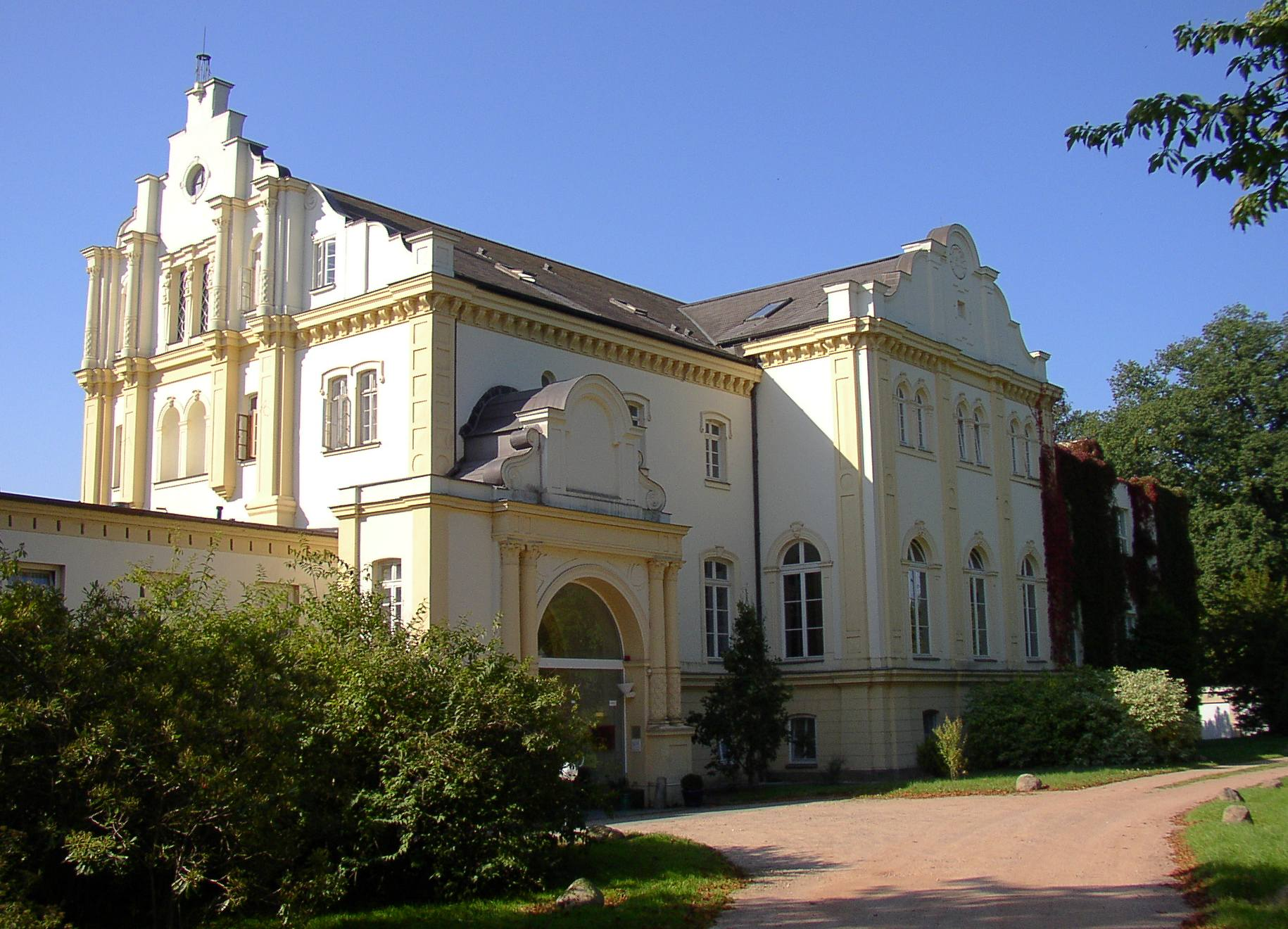